# محرم (مصطلح)
مَحْرَم المرأة هو زوجها أو من يحرم عليها بالتأبيد بسبب قرابة، أو رضاع، أو صهرية، ويكون مسلماً بالغاً عاقلاً ثقة مأموناً؛ فإن المقصود من المحرم حماية المرأة وصيانتها والقيام بشأنها.